# Giryzopam
Giryzopam, girizopam (łac. girisopamum) – organiczny związek chemiczny, pochodna 2,3-benzodiazepiny. Budową chemiczną i profilem działania farmakologicznego zbliżony jest do tofizopamu. 
Związek wywiera wyraźne działanie przeciwlękowe. W przeciwieństwie do większości benzodiazepin nie wywiera działania przeciwdrgawkowego, miorelaksacyjnego, uspokajającego ani nasennego. Zsyntetyzowany (oznaczany jako GYKI 51189 EGIS 5810), podobnie jak tofizopam w laboratoriach firmy Egis Pharmaceuticals. Nie został wprowadzony do lecznictwa.